# Māris Štrombergs
Māris Štrombergs (* 10. März 1987 in Valmiera) ist ein ehemaliger lettischer BMX-Radsportler.

## Sportliche Laufbahn
Štrombergs gewann bei den Olympischen Sommerspielen 2008 in Peking die erste Goldmedaille, die in dieser Sportart für Männer vergeben wurde. Es war die zweite olympische Goldmedaille für Lettland nach der Wiedererlangung der Unabhängigkeit. Bei den Olympischen Sommerspielen 2012 trat Štrombergs zur Titelverteidigung an, welche ihm letztlich auch gelang. Er war damit der erste Olympionike Lettlands, der zweimal Gold gewann.
Štrombergs wurde 2008 und 2010 Weltmeister sowie 2008 und 2013 Europameister.
Am 14. November 2018 beendete er seine Karriere.

## Ehrungen
Māris Štrombergs wurde mit der Aufnahme in die Hall of Fame des europäischen Radsportverbandes Union Européenne de Cyclisme geehrt. 2008 und 2012 wurde er außerdem zum lettischen Sportler des Jahres gewählt.